# شارع يافا (القدس)

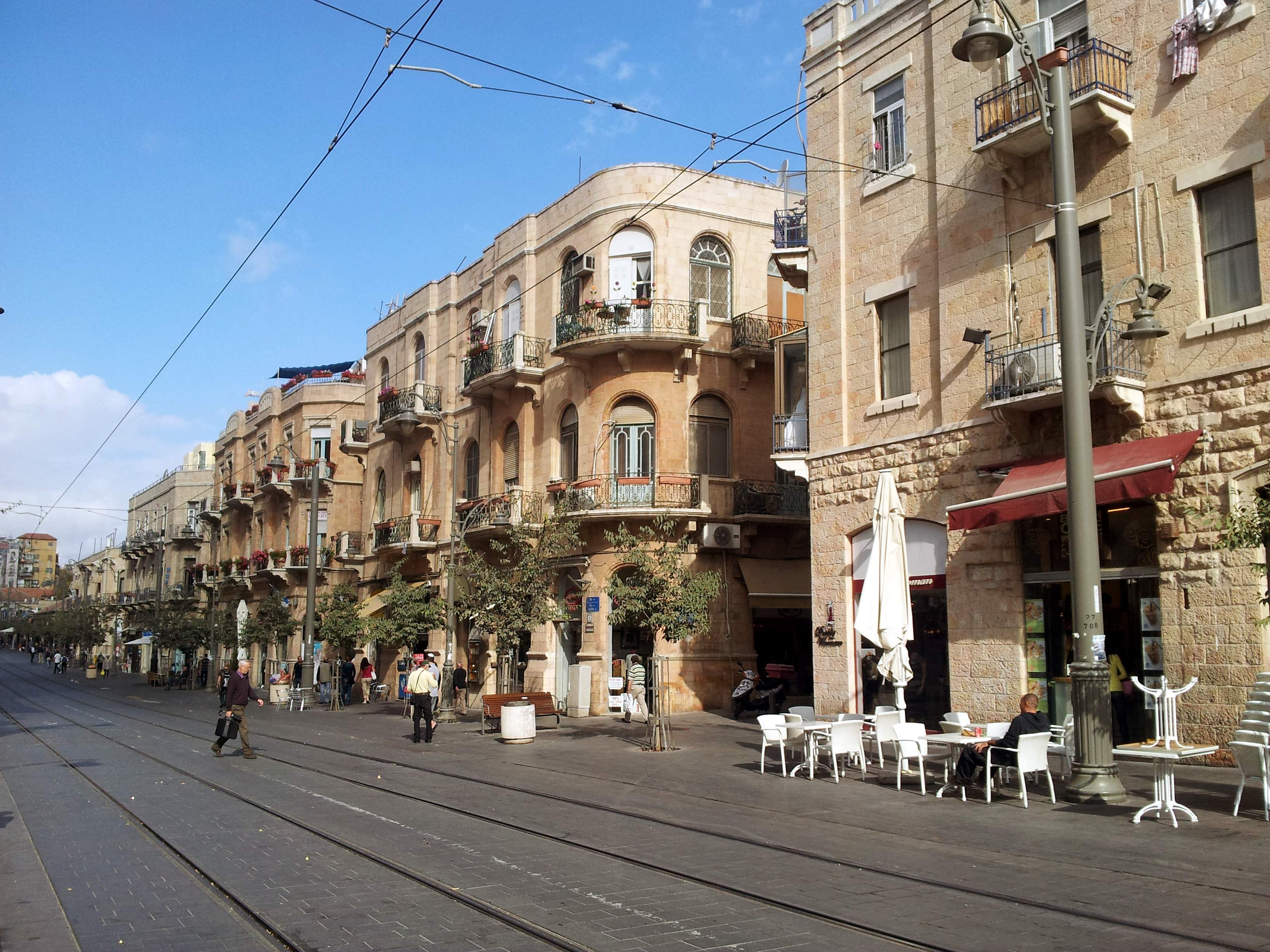
شارع يافا في القدس.

شارع يافا (بالعبرية: רחוב יפו) هو واحد من أطول وأقدم الشوارع في القدس. فإنه يعبر المدينة من الشرق إلى الغرب، من جدران المدينة القديمة لمدينة القدس، والمدخل الغربي من القدس وعلى الطريق السريع بين القدس وتل أبيب. تصطف على جانبية المحلات التجارية والشركات والمطاعم.
شارع يافا هو أحد شوارع مدينة حيفا السفلية ويعمل كطريق مركزي يؤدي من حيفا إلى الجنوب. وهو طريق تاريخي يعود إلى أيام ظاهر العمر عام 1761.
تطوّر الطريق في نهاية العهد العثماني وأصبح شارعًا مركزيًا في القدس خلال فترة الانتداب. اشتُقّ اسم الشارع من "باب يافا" (باب الخليل) حيث انطلقت منه الطريق المؤدية غرباً وجنوباً إلى مدينة يافا. أطلق عليه السكان هذا  الإسم وانتقل من جيل إلى جيل حتى أصبح اسمه الرسمي. كان طريق يافا جزءًا من منطقة حيفا خلال فترة الانتداب، والتي تضمّنت أيضًا طريق الملوك (طريق الاستقلال) والمركز التجاري القديم والمركز التجاري الجديد.

## طريق الشارع
يبلغ طول طريق يافا حوالي 1.8 كيلومتر. بداية الطريق كامتداد لشارع نطنزون زاوية شارع الحياة 7 باتجاه الشمال الغربي ويقطع المدينة السفلى موازية لطريق الاستقلال. في قسمه الشرقي الأول، يكون الطريق ضيقًا وذا اتجاه واحد، وبعد ذلك يعبر المستعمرة الألمانية ويندمج مع طريق الاستقلال، وفي قسمه الغربي يصبح طريقًا مركزيًا لحركة المرور من مسارين وجزءًا من الطريق 4. الطريق ينتهي عند تقاطع دولفين، تقاطع شارع جيمس دي روتشيلد والبحرية عند مدخل حي بات غاليم.[بحاجة لمصدر]

## تاريخ
رُصف الشارع عام 1861 ليربط القدس ويافا، وأصبح محور توسع البلدة القديمة-القدس خارج أسوار القدس في القرن التاسع عشر. في بدايات القرن العشرين أصبح الشارع منطقة تجارية مهمة.

## أحداث
شهد الشارع الكثير من الاحداث، من بينها تفجير ثلاجة ميدان صهيون (1975)، وتفجير يافا عام 1984، تفجيرات طريق الحافلات يافا (1996)، عملية مطعم سبارو (2001)، وتفجير شارع يافا 2002.

## معالم
المعالم الرئيسية على طول شارع يافا هم ميدان صفرا (البلدية)، ومحطة الحافلات المركزية للقدس. يخدم شارع يافا حاليًا السكك الحديدية الخفيفة القدس.

## معرض صور

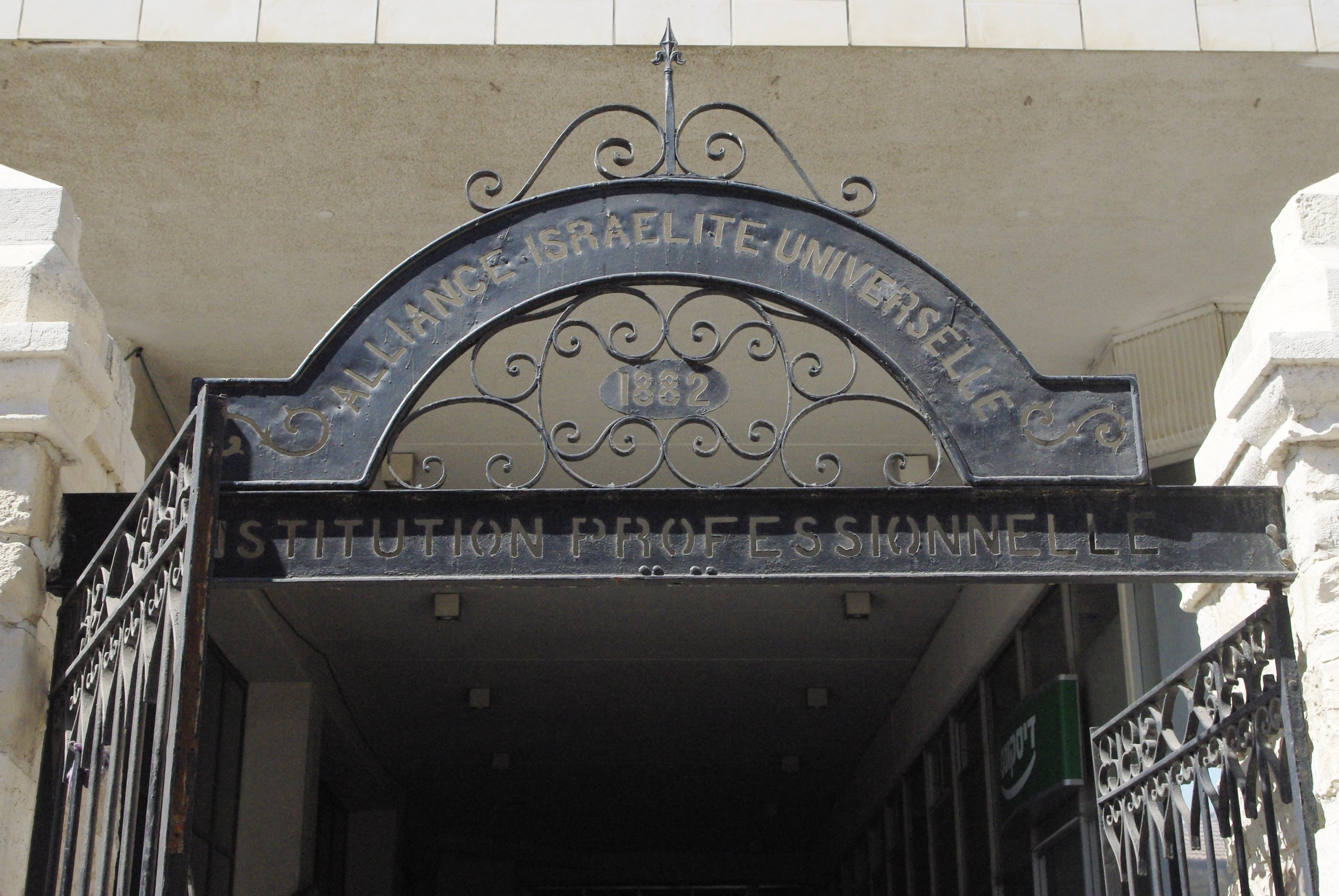
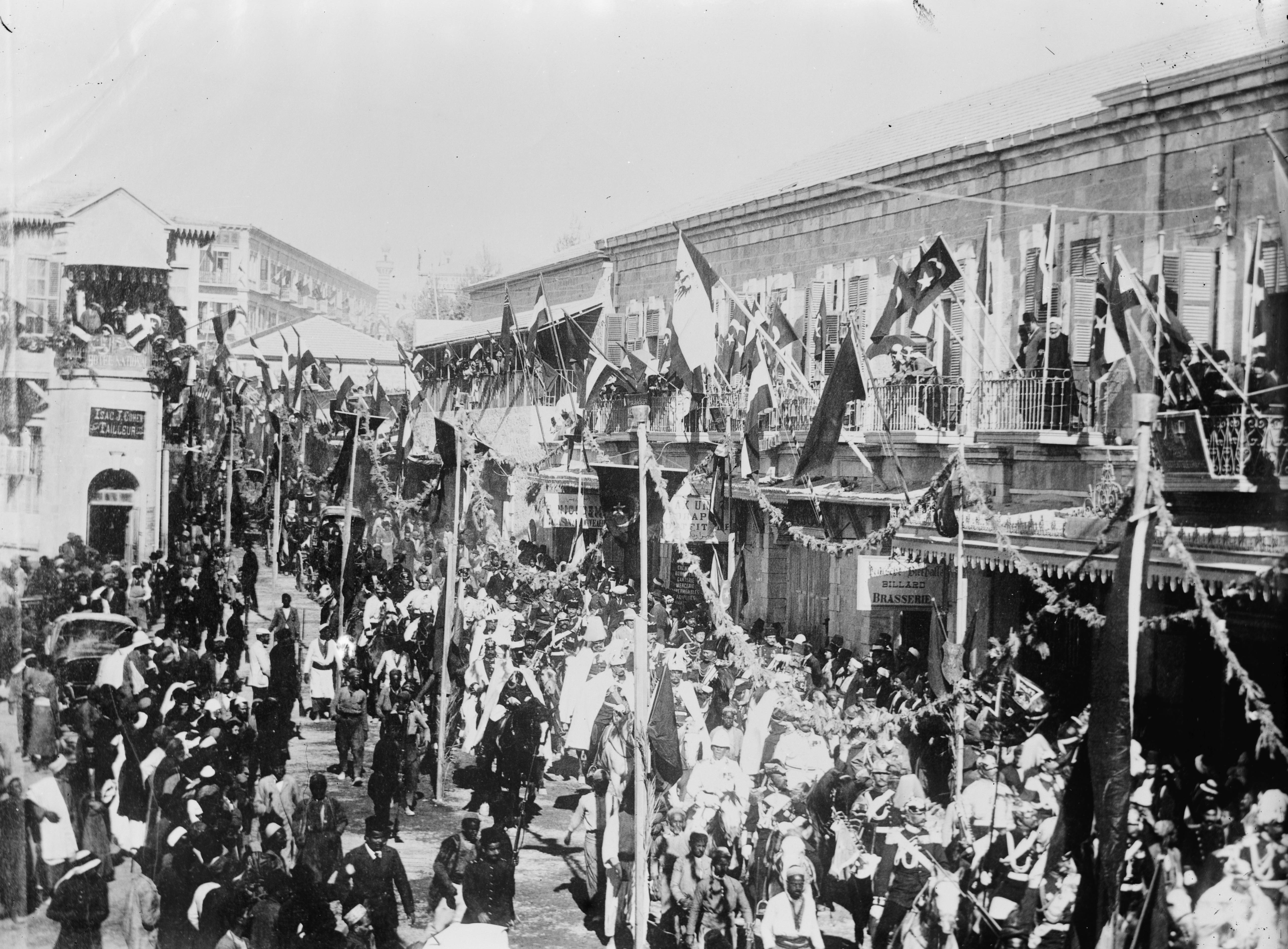
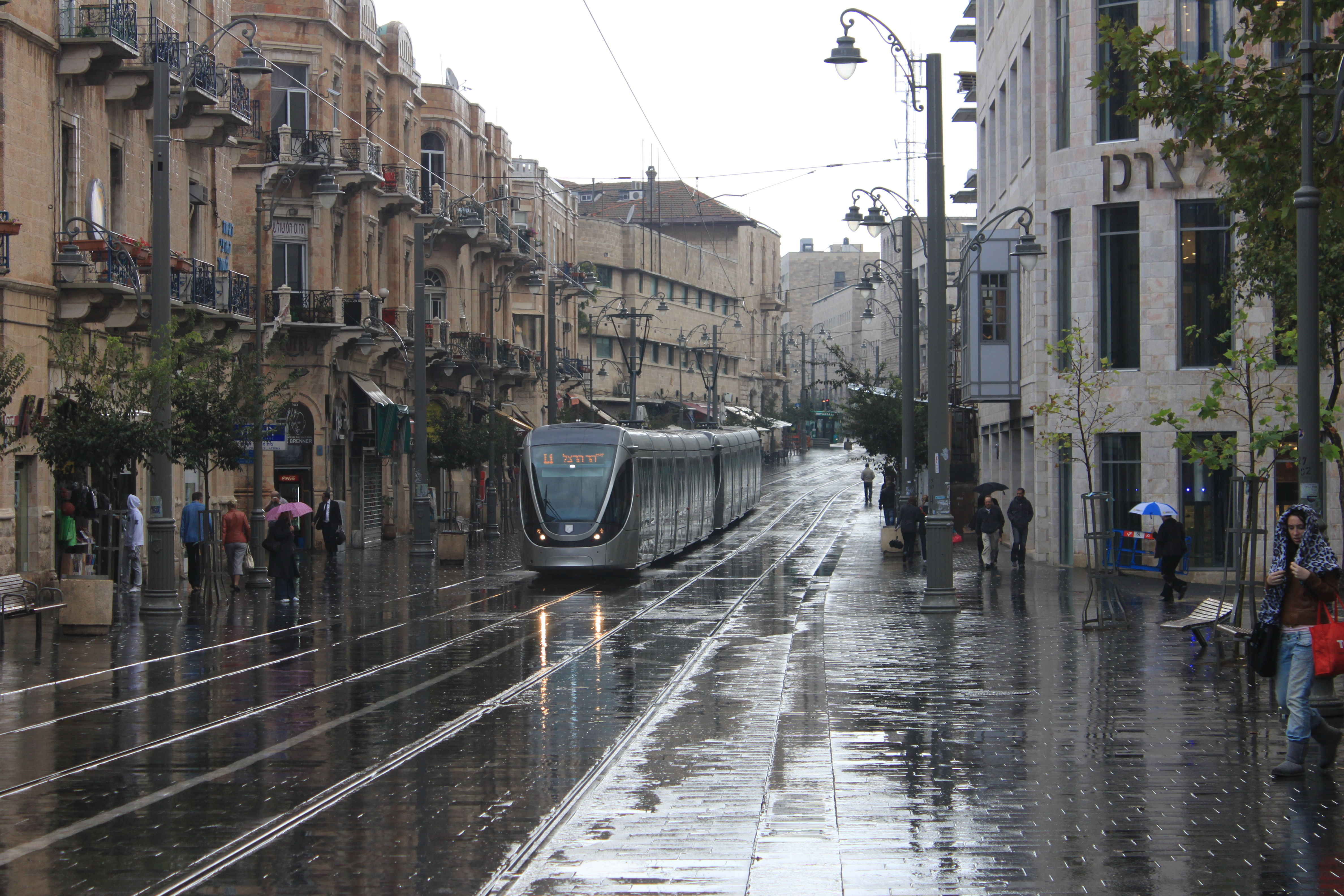
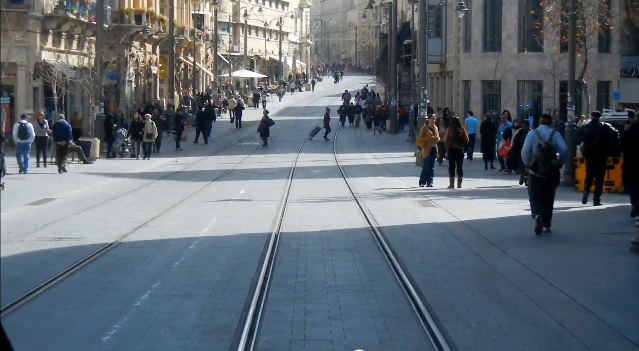
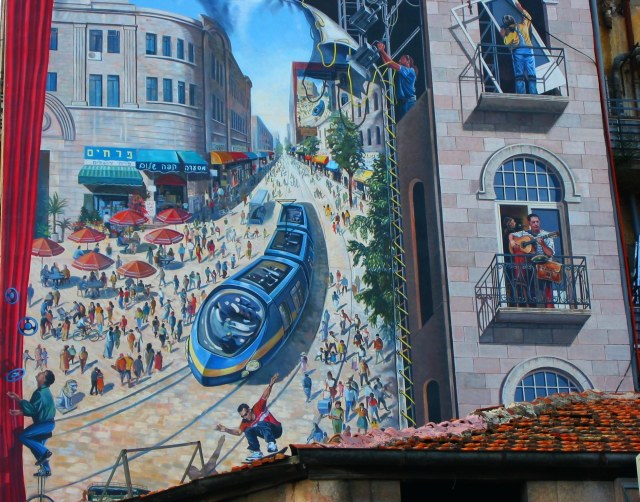
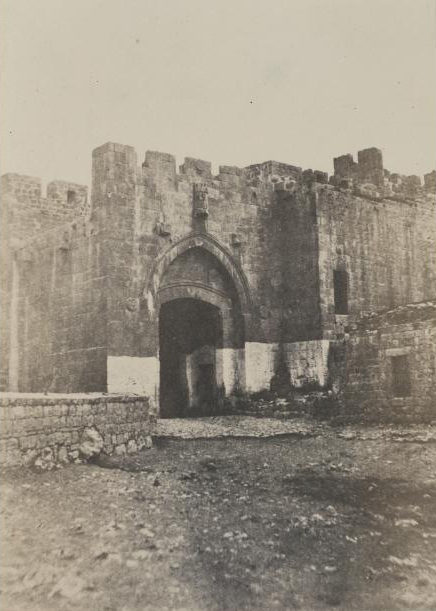

## وصلة خارجية
- http://www.jerusalem.muni.il/jer_sys/picture/atarim/site_form_atar_eng.asp?site_id=1838&pic_cat=2&icon_cat=6&york_cat=7